# Jüdischer Friedhof (Linz am Rhein)

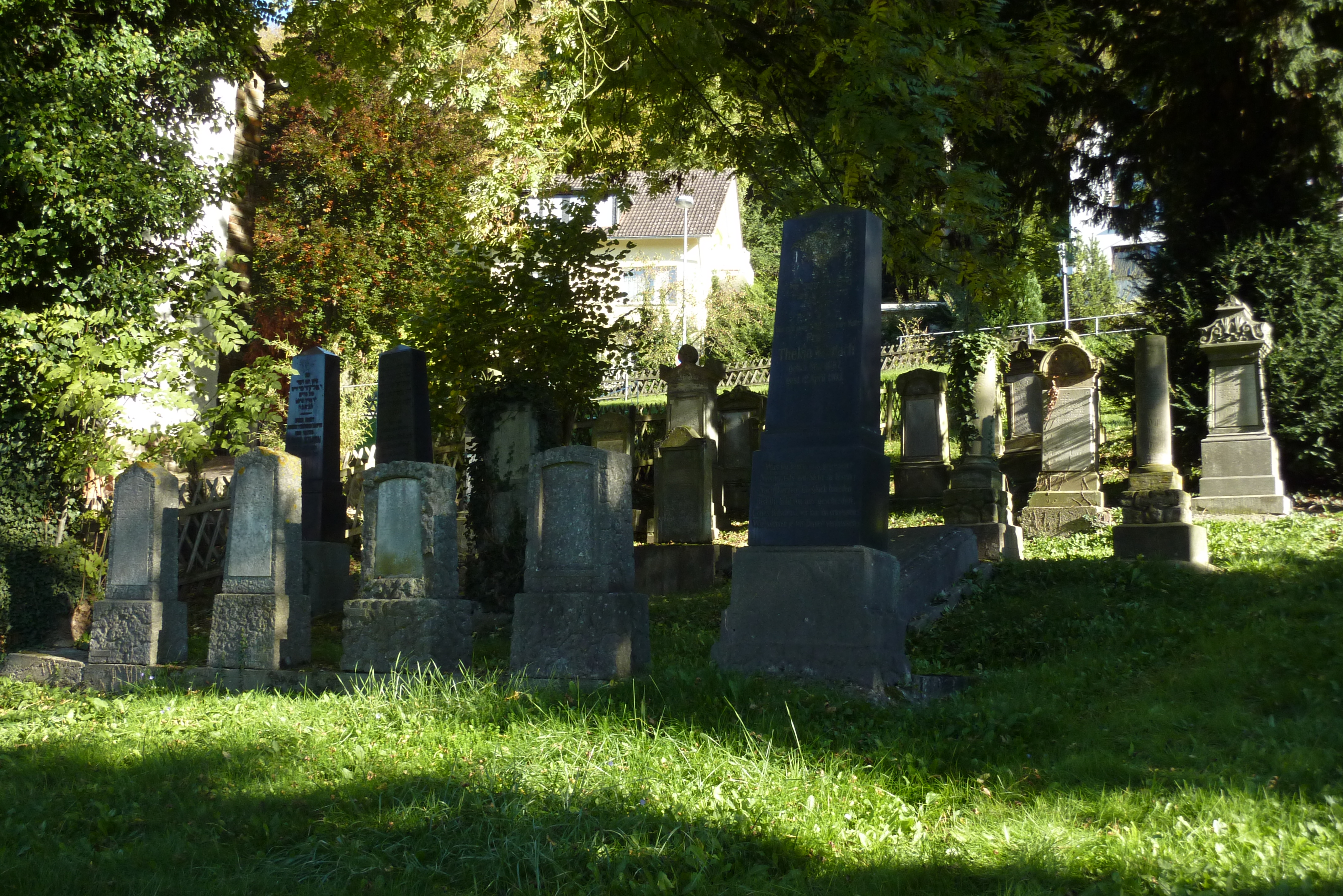
Jüdischer Friedhof in Linz am Rhein

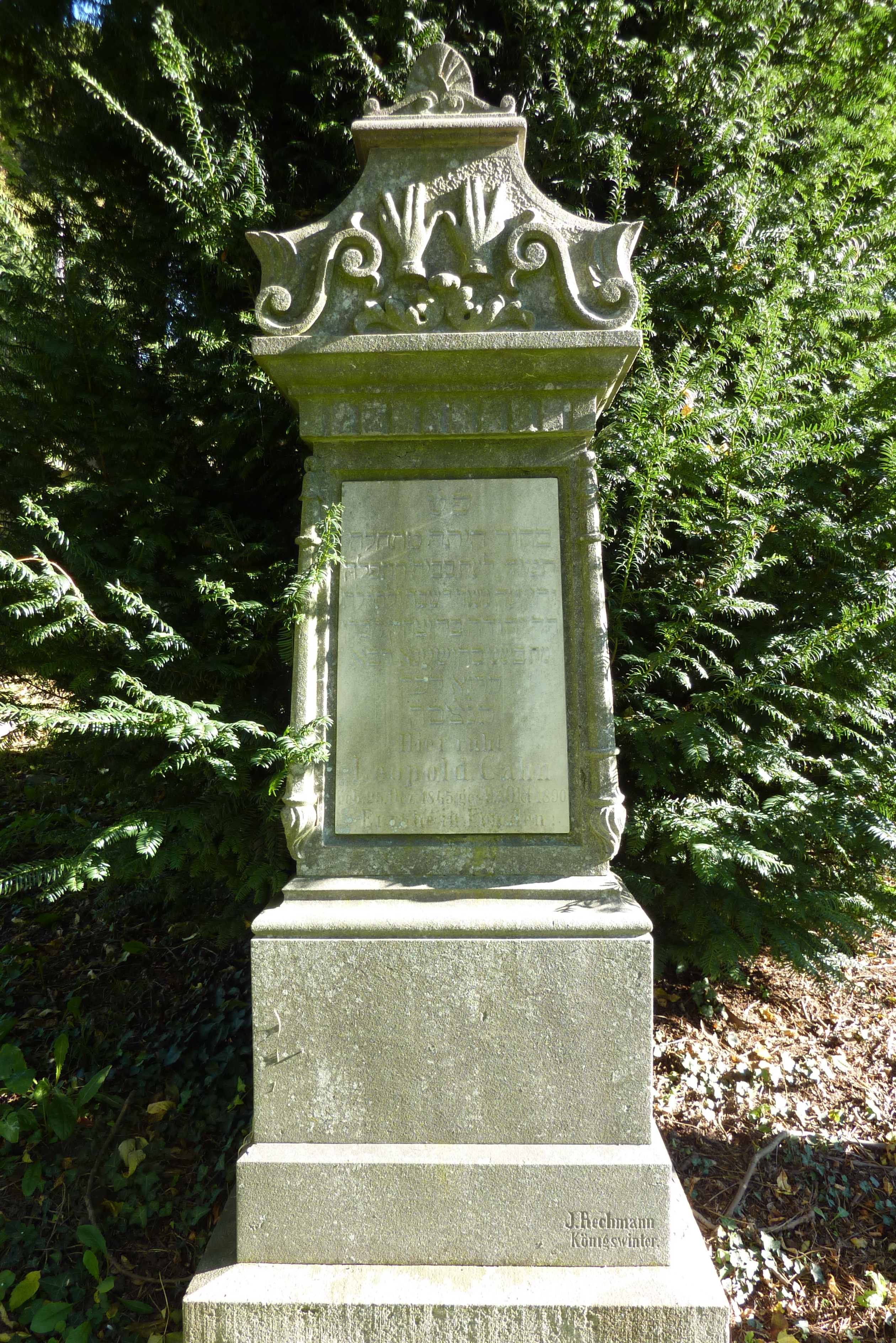
Grabstein von Leopold Cahn (1845–1890)

Der Jüdische Friedhof Linz in Linz am Rhein, einer Stadt im Landkreis Neuwied in Rheinland-Pfalz, liegt Im Wolfsacker, heute mitten in einem Neubaugebiet. Er steht seit 1989 unter Denkmalschutz.

## Geschichte
Die jüdische Gemeinde in Linz bestattete zunächst ihre Toten auf dem jüdischen Friedhof in Leubsdorf. 1854 wurde ein eigener Friedhof auf einem stark abfallenden Grundstück angelegt. Die Fläche des Friedhofs beträgt 1317 m², die letzte Beisetzung fand 1938 statt. Heute sind dort noch über 100 Grabsteine (Mazewot) vorhanden.